# Itali
Pour l’article ayant un titre homophone, voir Italie.
Itali est un village du Cameroun situé dans la commune de Toko, l'une des 9 communes du département du Ndian de la Région du Sud-Ouest

## Population
Lors du recensement de 2005, 103 personnes y ont été dénombrées. 